# VOCALIST
『VOCALIST』（ヴォーカリスト）は、德永英明の初のカバー・アルバム。2005年9月14日発売。発売元はユニバーサルシグマ。

## 解説
全て女性歌手やガールズバンドの楽曲で構成されており、後作となる『VOCALIST 2』、『VOCALIST 3』、『VOCALIST 4』『VOCALIST 6』においても同様となっている。

## パッケージ仕様
通常盤CDとミュージック・ビデオ3曲入りDVD付初回限定盤の2形態で発売。

## チャート成績
2007年11月にはオリコンアルバムチャートで100週連続ランクインを突破し、2010年9月にはカバー・アルバムとして初めて同チャートで200週連続ランクインを突破した。
日本ゴールドディスク大賞『企画アルバム・オブ・ザ・イヤー』を受賞。

## 収録曲
全編曲：坂本昌之
| #   | タイトル                                       | 作詞       | 作曲           |
| --- | ---------------------------------------------- | ---------- | -------------- |
| 1.  | 「時代」(中島みゆきのカヴァー)                 | 中島みゆき | 中島みゆき     |
| 2.  | 「ハナミズキ」(一青窈のカヴァー)               | 一青窈     | マシコタツロウ |
| 3.  | 「駅」(中森明菜のカヴァー)                     | 竹内まりや | 竹内まりや     |
| 4.  | 「異邦人」(久保田早紀のカヴァー)               | 久保田早紀 | 久保田早紀     |
| 5.  | 「シルエット・ロマンス」(大橋純子のカヴァー)   | 来生えつこ | 来生たかお     |
| 6.  | 「LOVE LOVE LOVE」(DREAMS COME TRUEのカヴァー) | 吉田美和   | 中村正人       |
| 7.  | 「秋桜」(山口百恵のカヴァー)                   | さだまさし | さだまさし     |
| 8.  | 「涙そうそう」(森山良子のカヴァー)             | 森山良子   | BEGIN          |
| 9.  | 「オリビアを聴きながら」(杏里のカヴァー)       | 尾崎亜美   | 尾崎亜美       |
| 10. | 「ダンスはうまく踊れない」(石川セリのカヴァー) | 井上陽水   | 井上陽水       |
| 11. | 「会いたい」(沢田知可子のカヴァー)             | 沢ちひろ   | 財津和夫       |
| 12. | 「翼をください」(赤い鳥のカヴァー)             | 山上路夫   | 村井邦彦       |
| 13. | 「卒業写真」(ハイ・ファイ・セットのカヴァー)   | 荒井由実   | 荒井由実       |

| #  | タイトル     | 作詞・作曲 |
| -- | ------------ | ---------- |
| 1. | 「時代」     | 中島みゆき |
| 2. | 「秋桜」     | さだまさし |
| 3. | 「卒業写真」 | 荒井由実   |